# Lepidocaryum tenue
Lepidocaryum tenue är en enhjärtbladig växtart som beskrevs av Carl Friedrich Philipp von Martius. Lepidocaryum tenue ingår i släktet Lepidocaryum och familjen Arecaceae.

## Underarter
Arten delas in i följande underarter:
- L. t. casiquiarense
- L. t. gracile
- L. t. tenue